# William Baxter (naturaliste écossais)
Pour les articles homonymes, voir Baxter et William Baxter.
William Baxter, né le 15 janvier 1787 à Rugby et mort le 1er novembre 1871 à Oxford, est un botaniste britannique.

## Biographie
Il est nommé conservateur du Jardin botanique de l'université d'Oxford, en 1813.
Il ne doit pas être confondu avec William Baxter, autre naturaliste britannique, ayant notamment travaillé sur des plantes australiennes.